# ديكي ديفيس
ديكي ديفيس (بالإنجليزية: Richard Roderick Davis)‏ هو قائد عسكري بريطاني، ولد في 2 أغسطس 1962 في هامبشير في المملكة المتحدة.